# アブドゥルアズィーズ・アッ＝ドーサリー
アブドルアズィーズ・アッ＝ドーサリー（アラビア語: عبدالعزيز الدوسري、Abdulaziz Al-DawsariまたはAbdulaziz Al Dosari , 1988年10月11日 - ）は、サウジアラビア出身のサッカー選手。サウジアラビア代表。ポジションはミッドフィールダー。

## 来歴

### クラブ
アル・ヒラルの下部組織で育ち、2007年にトップチームへ昇格した。

### 代表
ガルフカップ2010、AFCアジアカップ2011などに出場。